# Гроссмейстер ИКЧФ
Гроссмейстер ИКЧФ — звание, присваиваемое пожизненно Международной федерацией игры в шахматы по переписке шахматистам:
- занявшим в финале личного чемпионата мира 1—3-е место;
- набравшим в финале личного чемпионата мира равное число очков с участником, занявшим 3-е место, при условии дележа 3—5-го места;
- добившимся в финале командного чемпионата мира (олимпиаде) лучшего результата на 1-й доске (при равенстве очков лучший определяется с помощью дополнительных коэффициентов) или набравшим на 1-й доске не менее 75 % возможного числа очков (последнее относится также к финалу командного чемпионата Европы);
- выполнившим в санкционированных ИКЧФ личных международных турнирах (при участии в них не менее 13 шахматистов, из которых не менее 65 % имеют международные звания, в том числе не менее половины к общему числу участников — гроссмейстеры) установленный норматив из расчёта 55 % очков против гроссмейстеров, 75 % очков против международных мастеров и 85 % очков против шахматистов, не имеющих международных званий;
- в отношении которых представлено обоснованное ходатайство их национальной организаций игры в шахматы по переписке (присвоение звания на основе такого ходатайства требует решение конгресса ИКЧФ большинством в ²/3 голосов).

С момента учреждения звания (1953) по 1991 год его удостоены 105 шахматистов-мужчин из 22 стран;
из них 7 (И. Бондаревский, В. Рагозин, Л. Шмид, А. О’Келли, Л. Барцаи, Д. Саттлз, Мих. Цейтлин) удостоены
дважды (ИКЧФ и ФИДЕ), 14 (П. В. Дубинин, О. Л. Моисеев, А. И. Хасин, Я. Б. Эстрин, М. М. Юдович, С. Пурди, О. Барда, X. Бауместер, Й. Буй, Дж. Пенроуз, С. Уэбб, Й. Франзен, Ж. Эбер, X. Крамер) — международные мастера ФИДЕ.
В 1991 году звания удостоены первые женщины: М. Кларк (Великобритания), А. Гранателли (Италия) и К.Хенри (Австралия).

## Обладатели звания
В скобках указан год присвоения звания.
| Страна         | Шахматисты |
| -------------- | --- |
| Австралия      | С. Пурди (1953), Л. Эндзелинс (1959), Р. Арлаускас (1965) |
| Аргентина      | X. Моргадо (1983), Р. Редольфи (1994) |
| Бельгия        | А. О'Келли (1962), Й. Буй (1975), В. Маэс (1988) |
| Болгария       | Г. Попов (1976), М. Гуджев (1991) |
| Великобритания | К. Ричардсон (1975), А. Холлис (1976), П. Кларк (1980), Дж. Пенроуз (1983), С. Уэбб (1983), П. Маркленд (1984), Д. Брайсон (1986), Н. Пова (1989) |
| Венгрия        | Л. Барцаи (1979), Ш. Брилла-Банфальви (1979), Ч. Мелегхедьи (1990) |
| Германия       | Л. Шмид (1959), X. Риттнер (1961), Ф. Баумбах (1973), X. Дюнхаупт (1973), К. Энгель (1983), П. Хайлеман (1984), Г. Штертенбринк (1984), Д. Штерн (1985), Ф.-М. Антон, X. Хандель, X. Хемзот (1987), Р. Малле (1989), Г.-У. Грюнберг (1991), Г. Лёх (1991), В. Штерн (2009) |
| Дания          | Й. Слот (1978), Э. Банг (1979), О. Экебьерг (1987), А. Йенсен (1990), Н. Й. Фрис-Нильсен, Б. Сёренсен (1993) |
| Израиль        | И. Вейнгер (1995) |
| Италия         | М. Наполитано (1953) |
| Канада         | Д. Саттлз (1982), Р. Кивиахо (1984), Жан Эбер (1984), Дж. Берри (1985) |
| Литва          | А. Купшис (2011), Р. Суткус |
| Люксембург     | Н. Штулль (2003) |
| Новая Зеландия | М. Нобл (2010) |
| Нидерланды     | К. Мюлдер ван Леенс Дейкстра (1977), X. Саринк (1979), Д. Смит (1979), А. ден Ауден (1980), Х. Бауместер (1981), Х. Крамер (1984), Т. Вирсма (1985), Г. ван Перло (1985), Г. Тиммерман (1986), Д. ван Геет (1991) |
| Норвегия       | О. Барда (1953), Ф. Ховде (1993), И. Берн (1996) |
| Польша         | С. Бжузка (1985), Р. Скробек (1990), З. Пёх (1991) |
| Румыния        | Г. Ротариу (1981), П. Дьяконеску (1982), М. Брязу (1985) |
| СССР           | В. Рагозин (1959), И. Бондаревский (1961), П. Дубинин (1962), Г. Борисенко (1965), В. Загоровский (1965), Я. Эстрин (1966), А. Хасин (1972), М. Юдович (1972), И. Морозов (1973), О. Моисеев (1977), С. Королев (2002), B. Косенков (1979), Д. Лапенис (1979), Т. Ыйм (1981), А. Михайлов (1983), Д. Годес (1984), Г. Санакоев (1984), Г. Несис (1985), Л. Омельченко (1986), Мих. Цейтлин (1990), С. Гродзенский (1999), Б. Румянцев (1991), А. Дронов (2005), И. Копылов (1988), И. Самарин (2004), С. Столяр |
| США            | X. Берлинер (1968), В. Пальчяускас (1983) |
| Финляндия      | Р. Кауранен (1977), П. Пальмо (1980), О. Коскинен (1982), К. Ю. Сорри (1982), П. Лехикойнен (1985), А. Куяла (1991) |
| Франция        | В. Берграсер (1981) |
| Чехословакия   | К. Гусак (1968), Я. Гибл (1968), Й. Франзен (1984), Я. Ежек (1985), Э. Эйхгорн (1990), И. Заплетал, Р. Шевечек (2000) |
| Швейцария      | Й. Штайнер (1973) |
| Швеция         | X. Мальмгрен (1953), О. Лундквист (1962), Э. Арнлинд (1968), Я. Олин (1990) |
| Югославия      | М. Берта (1978), П. Кеглевич (1978), Ф. Брглез (1979), Б. Вукчевич (1982), Р. Томашевич (1984), М. Йовчич (1985), Й. Кондали (1986) |

В 1992—2010 годах звания удостоены ещё 298 человек, в том числе 36 женщин.
В октябре 2010 в Анталье на конгрессе ИКЧФ получили звания гроссмейстера среди мужчин 20 чел., в том числе четверо из Германии, трое из Литвы, по два человека из Бразилии, Италии и России (В. Вайсер и Б. Зак). Звания международного гроссмейстера среди женщин были удостоены 3 шахматистки.